# Béke Kornél
Béke Kornél (Debrecen, 1998. december 2. –) magyar kajakozó.

## Pályafutása
A 2015-ös ifjúsági világbajnokságon K2 1000 méteren (Mayer Keán) aranyérmet szerzett. Ugyanebben az évben az ifi Eb-n K2 500 méteren (Gecse Márton) lett első. 2019-ben az U23-as Európa-bajnokságon bronzérmes volt 1000 méteren egyesben. Az U23-as vb-n K4 500 méteren (Varga Ádám, Németh Viktor és Koleszár Mátyás) lett harmadik. 2019 májusában Varga Ádámmal olimpiai pótkvalifikáción kvótát szereztek. Ugyanez az egység az Európa-bajnokságon K2 1000 méteren ötödik lett. A tokiói olimpián kajak kettes 1000 méteren Varga Ádámmal 12. helyen végzett. Kajak négyes 500 méteren 7. lett a magyar csapat tagjaként (Nádas Bence, Csizmadia Kolos, Tótka Sándor).

## Díjai, elismerései
- Az év kiscsapata (2015) (Héraklész)